# Cityakuten (säsong 1)
Cityakuten, säsong 1, den första säsongen av den amerikanska TV-serien Cityakuten, sändes i USA för första gången mellan 19 september 1994 och 18 maj 1995 på NBC.

## Rollista
| - Anthony Edwards som Dr. Mark Greene - George Clooney som Dr. Douglas "Doug" Ross - Sherry Stringfield som Dr. Susan Lewis - Noah Wyle som John Carter - Eriq La Salle som Dr. Peter Benton - Julianna Margulies som sjuksyster Carol Hathaway | - Abraham Benrubi som Jerry Markovic - Christine Harnos som Jennifer Greene - Conni Marie Brazelton som Sjuksyster Connie Oligario - Deezer D som Sjuksyster Malik McGrath - Ellen Crawford som sjuksyster Lydia Wright - Emily Wagner som Doris Pickman | - Lily Mariye som sjuksyster Lily Jarvik - Vanessa Marquez som sjuksyster Wendy Goldman - William H. Macy som Dr. David Morgenstern - Yvette Freeman som sjuksyster Haleh Adams - Yvonne Zima som Rachel Greene |

### Fotnoter
1. ↑  ”ER” (på engelska). TV.Com. http://www.tv.com/shows/er/. Läst 16 februari 2017.
2. 1 2 3 4 5 6 7 8 9  ”Nielsen Ratings - September-December 1994”. USA Today. Arkiverad från originalet den juni 16, 2012. https://web.archive.org/web/20120616225945/http://anythingkiss.com/pi_feedback_challenge/Ratings/19950306-19950528_TVRatings.pdf. Läst 15 maj 2015.
3. 1 2 3 4 5 6 7 8 9  ”Nielsen Ratings - December-March 1995”. Zap2it. Arkiverad från originalet den mars 4, 2016. https://web.archive.org/web/20160304054425/http://anythingkiss.com/pi_feedback_challenge/Ratings/19941205-19950305_TVRatings.pdf. Läst 15 maj 2015.
4. 1 2 3 4 5 6 7  ”Nielsen Ratings - March-May 1995”. USA Today. Arkiverad från originalet den juni 16, 2012. https://web.archive.org/web/20120616225945/http://anythingkiss.com/pi_feedback_challenge/Ratings/19950306-19950528_TVRatings.pdf. Läst 15 maj 2015.